# 塞朗皮伊 (热尔省)
塞朗皮伊（法語：Sérempuy）是法国热尔省的一个市镇，属于孔东区（Condom）莫韦赞县（Mauvezin）。该市镇总面积3.27平方公里，2009年时的人口为37人。

## 人口
塞朗皮伊人口变化图示